# Rue Wurtz
La rue Wurtz est une voie du 13e arrondissement de Paris située dans le quartier de la Maison-Blanche.

## Situation et accès
La rue Wurtz est desservie à proximité par la ligne 6 aux stations Corvisart et Glacière.

## Origine du nom
Elle porte le nom du chimiste français Charles Adolphe Wurtz (1817-1884).

## Historique
Ouverte en 1893, cette voie, comme la rue Brillat-Savarin, est une ancienne partie de la rue du Pot-au-Lait. Elle prend sa dénomination actuelle par arrêté municipal du 26 décembre 1893.

## Bâtiments remarquables et lieux de mémoire
La voie passe en partie sur la Bièvre. À l'intersection des rues Vergniaud et Wurtz se trouve un temple du culte antoiniste construit en 1913.

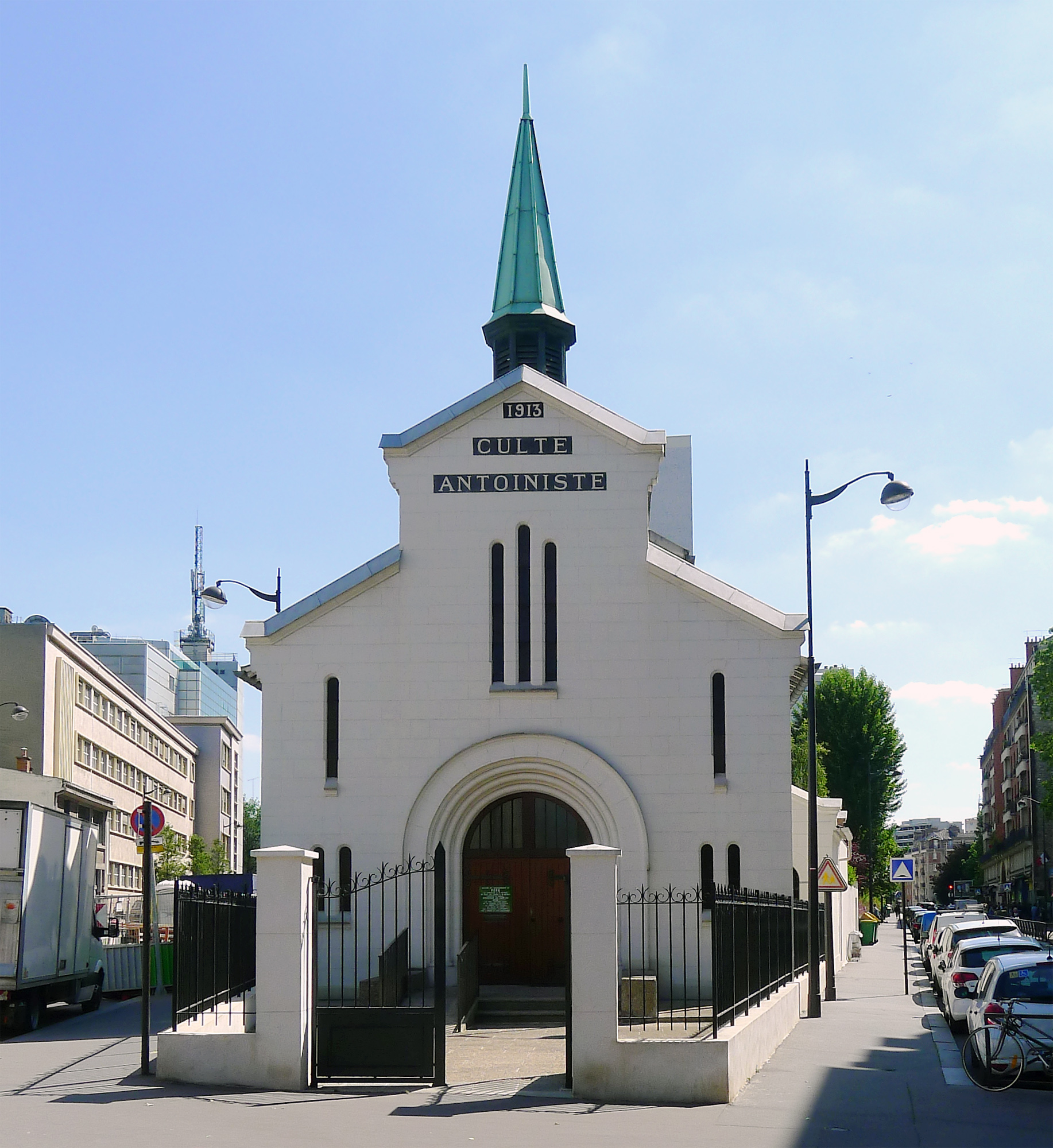
Le temple antoiniste.